# Koh-Lanta: Thaïlande
Koh-Lanta: Thaïlande fue un programa de telerrealidad francés, siendo esta la 15.a temporada del programa francés Koh-Lanta, transmitido por TF1 y producido por Adventure Line Productions. Fue conducido por Denis Brogniart y se estrenó el 12 de febrero de 2016 y finalizó el 27 de mayo de 2016. Esta temporada fue grabado en Tailandia, mismo lugar donde se filmó la primera temporada; Los Aventureros de Koh-Lanta, esta temporada contó con 20 participantes. La ganadora de esta temporada fue Wendy y obtuvo como premio 100.000 €.

## Equipo del Programa
- Presentadores: Denis Brogniart lidera las competiciones por equipos y los consejos de eliminación.

## Participantes
| Participante                     | Edad | Tribu Original | Tribu Mezclada              | Tribu Definitiva            | Resultado Final              |
| -------------------------------- | ---- | -------------- | --------------------------- | --------------------------- | ---------------------------- |
| Wendy Boxeadora.                 | 26   | Karwaï         | Karwaï                      | Unificada                   | Ganadora de Koh-Lanta        |
| Pascal Promotor inmobiliario.    | 48   | Karwaï         | Aopoh                       | Unificada                   | 2.° lugar de Koh-Lanta       |
| Gabriel Inspector de Policía.    | 40   | Aopoh          | Karwaï                      | Unificada                   | 19.no Eliminado de Koh-Lanta |
| Cécilia Bailarín.                | 28   | Aopoh          | Karwaï                      | Unificada                   | 18.va Eliminada de Koh-Lanta |
| Alain Empleado de supermercado.  | 56   | Karwaï         | Karwaï                      | Unificada                   | 17.mo Eliminado de Koh-Lanta |
| Nicolas Modelo.                  | 32   | Aopoh          | Karwaï                      | Unificada                   | 16.to Eliminado de Koh-Lanta |
| Karima Militar.                  | 26   | Aopoh          | Aopoh                       | Unificada                   | 15.ta Eliminada de Koh-Lanta |
| Carine Gestionadora de stock.    | 34   | Aopoh          | Aopoh                       | Unificada                   | 14.ta Eliminada de Koh-Lanta |
| Steve Empresario.                | 33   | Karwaï         | Aopoh                       | Unificada                   | 13.ro Eliminado de Koh-Lanta |
| Laureen Estudiante               | 26   | Karwaï         | Karwaï                      | Unificada                   | 12.da Eliminada de Koh-Lanta |
| Julien Carpintero.               | 29   | Karwaï         | Karwaï                      | Unificada                   | 11.er Eliminado de Koh-Lanta |
| Romain Contratista.              | 28   | Aopoh          | Aopoh                       | Unificada                   | 10.mo Eliminado de Koh-Lanta |
| Cassandre Guía turística.        | 22   | Aopoh          | Karwaï                      | Unificada                   | 9.na Eliminada de Koh-Lanta  |
| Amir Director comercial.         | 46   | Aopoh          | Aopoh                       |                             | 8.vo Eliminado de Koh-Lanta  |
| Lolo Salvavidas.                 | 45   | Karwaï         | Aopoh                       | 7.ma Eliminada de Koh-Lanta |                              |
| Carole Esgrimista.               | 51   | Aopoh          | Aopoh                       | 6.ta Eliminada de Koh-Lanta |                              |
| Huw Empresario.                  | 38   | Karwaï         |                             | 5.to Eliminado de Koh-Lanta |                              |
| Céline Entrenadora.              | 44   | Karwaï         | 4.ta Eliminada de Koh-Lanta |                             |                              |
| Marius Estudiante.               | 21   | Aopoh          | Abandona Voluntariamente    |                             |                              |
| Laurence Animadora.              | 37   | Karwaï         | 2.da Eliminada de Koh-Lanta |                             |                              |
| Charlie Restauradora de muebles. | 28   | Karwaï         | Abandona Voluntariamente    |                             |                              |

## Desarrollo

### Competencias
| Episodio | Emisión               | Bienestar | Inmunidad | Exiliados         | Eliminado | Salida |
| -------- | --------------------- | --------- | --------- | ----------------- | --------- | ------ |
| 1        | 12 de febrero de 2016 | Aopoh     | Aopoh     | Cassandre & Steve | Laurence  | Día 3  |
| 2        | 19 de febrero de 2016 | Aopoh     | Aopoh     | Gabriel & Huw     | Céline    | Día 6  |
| 3        | 26 de febrero de 2016 | Aopoh     | Aopoh     | Karima & Steve    | Huw       | Día 9  |
| 4        | 4 de marzo de 2016    | Karwaï    | Karwaï    | —                 | Carole    | Día 12 |
| 5        | 18 de marzo de 2016   | Karwaï    | Karwaï    | —                 | Lolo      | Día 15 |
| 6        | 1 de abril de 2016    | Aopoh     | Karwaï    |                   | Amir      | Día 18 |

### Jurado Final
| Participante | Puesto      | Vota por |
| ------------ | ----------- | -------- |
| Cassandre    | 1er Miembro | Wendy    |
| Romain       | 2° Miembro  | Pascal   |
| Julien       | 3er Miembro | Wendy    |
| Laureen      | 4° Miembro  | Wendy    |
| Steve        | 5° Miembro  | Pascal   |
| Carine       | 6° Miembro  | Wendy    |
| Karima       | 7° Miembro  | Pascal   |
| Nicolas      | 8° Miembro  | Pascal   |
| Alain        | 9° Miembro  | Pascal   |
| Cécilia      | 10° Miembro | Wendy    |
| Gabriel      | 11° Miembro | Wendy    |

### Tabla de Votos
| ► Episodio   | 1       | 1        | 2      | 2       | 3       | 4      | 5      | 5     | 6      | 7     |       |       |       |       |       |       |       |       |       |       |  |  |  |  |  |  |  |  |  |
| ► Eliminados | Charlie | Laurence | Marius | Céline  | Huw     | Carole | Lolo   | Lolo  | Amir   |       |       |       |       |       |       |       |       |       |       |       |  |  |  |  |  |  |  |  |  |
| ► Votos      | 0       | 7/8      | 0      | 4/9     | 5/8     | 5/9    | /      | 4/7   | 5/6    |       |       |       |       |       |       |       |       |       |       |       |  |  |  |  |  |  |  |  |  |
| ▼ Candidatos | Votos   | Votos    | Votos  | Votos   | Votos   | Votos  | Votos  | Votos | Votos  | Votos | Votos | Votos | Votos | Votos | Votos | Votos | Votos | Votos | Votos | Votos |  |  |  |  |  |  |  |  |  |
| Alain        |         | Laurence |        | Lolo    | Huw     |        |        |       |        |       |       |       |       |       |       |       |       |       |       |       |  |  |  |  |  |  |  |  |  |
| Carine       |         |          |        |         |         | Carole | Lolo   | Lolo  | Amir   |       |       |       |       |       |       |       |       |       |       |       |  |  |  |  |  |  |  |  |  |
| Cassandre    |         |          |        |         |         |        |        |       |        |       |       |       |       |       |       |       |       |       |       |       |  |  |  |  |  |  |  |  |  |
| Cécilia      |         |          |        |         |         |        |        |       |        |       |       |       |       |       |       |       |       |       |       |       |  |  |  |  |  |  |  |  |  |
| Gabriel      |         |          |        |         |         |        |        |       |        |       |       |       |       |       |       |       |       |       |       |       |  |  |  |  |  |  |  |  |  |
| Julien       |         | Laurence |        | Lolo    | Pascal  |        |        |       |        |       |       |       |       |       |       |       |       |       |       |       |  |  |  |  |  |  |  |  |  |
| Karima       |         |          |        |         |         | Lolo   | Lolo   | Lolo  | Amir   |       |       |       |       |       |       |       |       |       |       |       |  |  |  |  |  |  |  |  |  |
| Laureen      |         |          |        | Céline  | Huw     |        |        |       |        |       |       |       |       |       |       |       |       |       |       |       |  |  |  |  |  |  |  |  |  |
| Nicolas      |         |          |        |         |         |        |        |       |        |       |       |       |       |       |       |       |       |       |       |       |  |  |  |  |  |  |  |  |  |
| Pascal       |         | Laurence |        | Lolo    | Huw     | Carole | Amir   | Amir  | Amir   |       |       |       |       |       |       |       |       |       |       |       |  |  |  |  |  |  |  |  |  |
| Romain       |         |          |        |         |         | Carole | Lolo   | Lolo  | Amir   |       |       |       |       |       |       |       |       |       |       |       |  |  |  |  |  |  |  |  |  |
| Steve        |         |          |        | Céline  |         | Carole | Amir   | Amir  | Amir   |       |       |       |       |       |       |       |       |       |       |       |  |  |  |  |  |  |  |  |  |
| Wendy        |         | Laurence |        | Céline  | Huw     |        |        |       |        |       |       |       |       |       |       |       |       |       |       |       |  |  |  |  |  |  |  |  |  |
| Amir         |         |          |        |         |         | Pascal | Pascal | Lolo  | Romain |       |       |       |       |       |       |       |       |       |       |       |  |  |  |  |  |  |  |  |  |
| Lolo         |         | Laurence |        | Céline  | Huw     | Carole | Amir   | Amir  | Amir   |       |       |       |       |       |       |       |       |       |       |       |  |  |  |  |  |  |  |  |  |
| Carole       |         |          |        |         |         | Steve  | Romain |       |        |       |       |       |       |       |       |       |       |       |       |       |  |  |  |  |  |  |  |  |  |
| Huw          |         | Laurence |        |         | Lolo    | Lolo   |        |       |        |       |       |       |       |       |       |       |       |       |       |       |  |  |  |  |  |  |  |  |  |
| Céline       |         | Laurence |        | Laureen | Laureen |        |        |       |        |       |       |       |       |       |       |       |       |       |       |       |  |  |  |  |  |  |  |  |  |
| Marius       |         |          |        |         |         |        |        |       |        |       |       |       |       |       |       |       |       |       |       |       |  |  |  |  |  |  |  |  |  |
| Laurence     |         | Céline   |        | Julien  |         |        |        |       |        |       |       |       |       |       |       |       |       |       |       |       |  |  |  |  |  |  |  |  |  |
| Charlie      |         |          |        |         |         |        |        |       |        |       |       |       |       |       |       |       |       |       |       |       |  |  |  |  |  |  |  |  |  |

## Estadísticas Semanales
| Alain     | Salvado   | Salvado   | Salvado   | Salvado   | Gana      | Gana      | Gana      |  |  |  |  |  |  |  |  |  |  |  |  |  |  |  |  |  |  |  |
| Carine    | Gana      | Gana      | Gana      | Gana      | Salvada   | Salvada   | Salvada   |  |  |  |  |  |  |  |  |  |  |  |  |  |  |  |  |  |  |  |
| Cassandre |           | Ingresa   | Gana      | Gana      | Gana      | Gana      | Gana      |  |  |  |  |  |  |  |  |  |  |  |  |  |  |  |  |  |  |  |
| Cécilia   | Gana      | Gana      | Gana      | Gana      | Gana      | Gana      | Gana      |  |  |  |  |  |  |  |  |  |  |  |  |  |  |  |  |  |  |  |
| Gabriel   | Gana      | Gana      | Gana      | Gana      | Gana      | Gana      | Gana      |  |  |  |  |  |  |  |  |  |  |  |  |  |  |  |  |  |  |  |
| Julien    | Salvado   | Salvado   | Salvado   | Salvado   | Gana      | Gana      | Gana      |  |  |  |  |  |  |  |  |  |  |  |  |  |  |  |  |  |  |  |
| Karima    | Gana      | Gana      | Gana      | Gana      | Salvada   | Salvada   | Salvada   |  |  |  |  |  |  |  |  |  |  |  |  |  |  |  |  |  |  |  |
| Laureen   | Ingresa   | Salvada   | Salvada   | Salvada   | Gana      | Gana      | Gana      |  |  |  |  |  |  |  |  |  |  |  |  |  |  |  |  |  |  |  |
| Nicolas   | Gana      | Gana      | Gana      | Gana      | Gana      | Gana      | Gana      |  |  |  |  |  |  |  |  |  |  |  |  |  |  |  |  |  |  |  |
| Pascal    | Salvado   | Salvado   | Salvado   | Salvado   | Salvado   | Salvado   | Salvado   |  |  |  |  |  |  |  |  |  |  |  |  |  |  |  |  |  |  |  |
| Romain    | Gana      | Gana      | Gana      | Gana      | Salvado   | Salvado   | Salvado   |  |  |  |  |  |  |  |  |  |  |  |  |  |  |  |  |  |  |  |
| Steve     |           | Ingresa   | Salvado   | Salvado   | Salvado   | Salvado   | Salvado   |  |  |  |  |  |  |  |  |  |  |  |  |  |  |  |  |  |  |  |
| Wendy     | Salvada   | Salvada   | Salvada   | Salvada   | Gana      | Gana      | Gana      |  |  |  |  |  |  |  |  |  |  |  |  |  |  |  |  |  |  |  |
| Amir      | Gana      | Gana      | Gana      | Gana      | Salvada   | Salvada   | Eliminado |  |  |  |  |  |  |  |  |  |  |  |  |  |  |  |  |  |  |  |
| Lolo      | Salvada   | Salvada   | Salvada   | Salvada   | Salvada   | Eliminada |           |  |  |  |  |  |  |  |  |  |  |  |  |  |  |  |  |  |  |  |
| Carole    | Gana      | Gana      | Gana      | Gana      | Eliminado |           |           |  |  |  |  |  |  |  |  |  |  |  |  |  |  |  |  |  |  |  |
| Huw       | Salvado   | Salvado   | Salvado   | Eliminado |           |           |           |  |  |  |  |  |  |  |  |  |  |  |  |  |  |  |  |  |  |  |
| Céline    | Salvada   | Eliminada | Eliminada |           |           |           |           |  |  |  |  |  |  |  |  |  |  |  |  |  |  |  |  |  |  |  |
| Marius    | Gana      | Abandona  | Abandona  |           |           |           |           |  |  |  |  |  |  |  |  |  |  |  |  |  |  |  |  |  |  |  |
| Laurence  | Eliminada |           |           |           |           |           |           |  |  |  |  |  |  |  |  |  |  |  |  |  |  |  |  |  |  |  |
| Charlie   | Abandona  |           |           |           |           |           |           |  |  |  |  |  |  |  |  |  |  |  |  |  |  |  |  |  |  |  |

Competencia en equipos (Días 1-)
     El participante pierde junto a su equipo pero no es eliminado.
     El participante pierde junto a su equipo y posteriormente es eliminado.
     El participante gana junto a su equipo y continúa en competencia.
     El participante abandona la competencia.
     El participante ingresa más tarde a la competencia.
     El participante es eliminado, pero vuelve a ingresar.

## Audiencia
| Episodio | Fecha de emisión        | Espectadores | Horario     | Referencias |
| -------- | ----------------------- | ------------ | ----------- | ----------- |
| 1        | «12 de febrero de 2016» | 6.235.000    | 20:55-23:20 | [ 5 ]       |
| 2        | «19 de febrero de 2016» | 6.616.000    | 20:55-23:10 | [ 6 ]       |
| 3        | «26 de febrero de 2016» | 5.208.000    | 20:55-23:15 | [ 7 ]       |
| 4        | «4 de marzo de 2016»    | 6.615.000    | 20:55-23:20 | [ 8 ]       |
| 5        | «18 de marzo de 2016»   | 5.789.000    | 20:55-23:50 | [ 9 ]       |
| 6        | «1 de abril de 2016»    | 5.899.000    | 20:55-22:45 | [ 10 ]      |
| 7        | «8 de abril de 2016»    | 5.827.000    | 20:55-23:15 | [ 11 ]      |
| 8        | «15 de abril de 2016»   | 5.360.000    | 20:55-22:55 | [ 12 ]      |
| 9        | «22 de abril de 2016»   | 5.569.000    | 20:55-22:50 | [ 13 ]      |
| 10       | «29 de abril de 2016»   | 5.926.000    | 20:55-22:45 | [ 14 ]      |
| 11       | «6 de mayo de 2016»     | 5.488.000    | 20:55-22:45 | [ 15 ]      |
| 12       | «13 de mayo de 2016»    | 5.979.000    | 20:55-22:40 | [ 16 ]      |
| 13       | «20 de mayo de 2016»    | 6.113.000    | 20:55-22:50 | [ 17 ]      |
| 14       | «27 de mayo de 2016»    | 6.434.000    | 20:55-23:50 | [ 18 ]      |